# Liga Invernal Veracruzana 2018-2019
La Temporada 2018-2019 de la Liga Invernal Veracruzana fue la edición número 12 de la segunda etapa de este circuito. 
Después de dos años en receso por falta de apoyo estatal y el cambio de gobierno, el circuito volvió a la actividad en 2018 bajo la dirección de Regina Vázquez Saut, presidenta de los Tobis de Acayucan.
Los equipos que confirmaron su participación fueron Astros de Jáltipan, Cafetaleros de Córdoba, Cañeros de Úrsulo Galván, Chileros de Xalapa, Rojos de Veracruz y Tobis de Acayucan.
El inicio de la campaña se dio con la visita de los Chileros de Xalapa a los Cafetaleros de Córdoba el sábado 27 de octubre de 2018. Al día siguiente, domingo 28, los Chileros recibirían a los Cafetaleros. El resto de la liga se puso en acción a partir del viernes 2 de noviembre cuando los Astros de Jáltipan visitaron a los Tobis de Acayucan, los Cañeros de Úrsulo Galván a los Cafetaleros de Córdoba y los Rojos de Veracruz hicieron lo propio ante los Chileros de Xalapa.
Todos los juegos de la temporada 2018-19 se transmitieron en vivo en la página web de la liga a través de la radio por internet.
Los Tobis de Acayucan se coronaron campeones por segunda ocasión en la LIV al derrotar en la Serie Final a los Chileros de Xalapa por 4 juegos a 3. El mánager campeón fue Félix Tejeda.
El equipo campeón y el subcampeón representaron a México, al estado de Veracruz y a la Liga Invernal Veracruzana en la VII Serie Latinoamericana de Béisbol Profesional.

## Cambios en la competencia
Para esta campaña se siguió considerando un sistema de competencia de round robin, a visitas recíprocas. Pero únicamente serían series de 3 partidos los fines de semana los días viernes, sábado y domingo. 

## Equipos participantes
Temporada 2018-2019
| Liga Invernal Veracruzana 2018-2019 |                       |                                    |                                      |
| Equipo                              | Mánager               | Sede                               | Estadio                              |
| Astros de Jáltipan                  | Eddy Castro           | Jáltipan, Veracruz                 | "Fernando López Arias"               |
| Cafetaleros de Córdoba              | Alberto Joachín       | Córdoba, Veracruz                  | "Beisborama"                         |
| Cañeros de Úrsulo Galván            | Ángel Utrera          | Cempoala, Veracruz                 | 20 de Noviembre                      |
| Chileros de Xalapa                  | Juan Carlos Hernández | Xalapa, Veracruz                   | Deportivo Colón                      |
| Rojos de Veracruz                   | Ramón Esquer          | Veracruz, Veracruz                 | Deportivo Universitario "Beto Ávila" |
| Tobis de Acayucan                   | Félix Tejeda          | Acayucan, Veracruz Oluta, Veracruz | "Luis Díaz Flores" Emiliano Zapata   |

## Posiciones
- Actualizadas las posiciones al 16 de diciembre de 2018. [10]

| Liga Invernal Veracruzana | Liga Invernal Veracruzana | Liga Invernal Veracruzana | Liga Invernal Veracruzana | Liga Invernal Veracruzana |
| Equipo                    | JG                        | JP                        | PCT                       | JV                        |
| ------------------------- | ------------------------- | ------------------------- | ------------------------- | ------------------------- |
| Acayucan                  | 18                        | 3                         | .857                      | -                         |
| Córdoba                   | 14                        | 6                         | .700                      | 3.5                       |
| Xalapa                    | 13                        | 7                         | .650                      | 4.5                       |
| Jáltipan                  | 8                         | 12                        | .400                      | 9.5                       |
| Veracruz                  | 8                         | 13                        | .381                      | 10.0                      |
| Úrsulo Galván             | 0                         | 20                        | .000                      | 17.5                      |

| Clasificado a los playoffs |

## Playoffs
|  | Semifinales          | Semifinales          | Semifinales          |          |   | Final           | Final           | Final           |  |
|  | 22 - 30 de diciembre | 22 - 30 de diciembre | 22 - 30 de diciembre |          |   | 5 - 20 de enero | 5 - 20 de enero | 5 - 20 de enero |  |
|  |                      |                      |                      |          |   |                 |                 |                 |  |
|  |                      |                      |                      |          |   |                 |                 |                 |  |
|  | 3                    | Xalapa               | 3                    |          |   |                 |                 |                 |  |
|  | 3                    | Xalapa               | 3                    |          |   |                 |                 |                 |  |
|  | 2                    | Córdoba              | 2                    |          |   |                 |                 |                 |  |
|  | 2                    | Córdoba              | 2                    |          | 3 | Xalapa          | 3               |                 |  |
|  |                      |                      |                      |          | 3 | Xalapa          | 3               |                 |  |
|  |                      |                      | 1                    | Acayucan | 4 |                 |                 |                 |  |
|  | 4                    | Jáltipan             | 1                    | Acayucan | 4 | 2               |                 |                 |  |
|  | 4                    | Jáltipan             |                      |          |   | 2               |                 |                 |  |
|  | 1                    | Acayucan             | 3                    |          |   |                 |                 |                 |  |
|  | 1                    | Acayucan             | 3                    |          |   |                 |                 |                 |  |
|  |                      |                      |                      |          |   |                 |                 |                 |  |

### Semifinales
| Equipo                                                                                    | 1 | 2 | 3 | 4 | 5 | 6 | 7 | 8 | 9 | C  | H  | E |
| ----------------------------------------------------------------------------------------- | - | - | - | - | - | - | - | - | - | -- | -- | - |
| Jáltipan                                                                                  | 2 | 0 | 0 | 0 | 3 | 3 | 0 | 0 | 3 | 11 | 18 | 4 |
| Acayucan                                                                                  | 0 | 3 | 0 | 0 | 1 | 3 | 1 | 0 | 5 | 13 | 13 | 4 |
| G: José Almarante (1-0); P: Heberto González (0-1); SV: No hubo.                          |   |   |   |   |   |   |   |   |   |    |    |   |
| HR: AST - E. Santos (1), A. Cazarín (1), R. Noris (1); ACA - Y. Mujica (1), Y. Drake (1). |   |   |   |   |   |   |   |   |   |    |    |   |

| Equipo                                                        | 1 | 2 | 3 | 4 | 5 | 6 | 7 | 8 | 9 | C | H | E |
| ------------------------------------------------------------- | - | - | - | - | - | - | - | - | - | - | - | - |
| Jáltipan                                                      | 0 | 0 | 0 | 0 | 4 | 0 | 0 | 0 | 0 | 4 | 6 | 0 |
| Acayucan                                                      | 0 | 2 | 1 | 0 | 0 | 0 | 0 | 0 | 0 | 3 | 6 | 3 |
| G: Efrén Guzmán (1-0); P: Salvador Valdez (0-1); SV: No hubo. |   |   |   |   |   |   |   |   |   |   |   |   |
| HR: No hubo.                                                  |   |   |   |   |   |   |   |   |   |   |   |   |

| Equipo                                                                           | 1 | 2 | 3 | 4 | 5 | 6 | 7 | 8 | 9 | C | H  | E |
| -------------------------------------------------------------------------------- | - | - | - | - | - | - | - | - | - | - | -- | - |
| Acayucan                                                                         | 0 | 1 | 1 | 0 | 0 | 0 | 0 | 0 | 0 | 2 | 8  | 1 |
| Jáltipan                                                                         | 0 | 0 | 3 | 0 | 1 | 0 | 0 | 1 | X | 5 | 10 | 1 |
| G: José Ramón Flores (1-0); P: Rodolfo Aguirre (0-1); SV: Fernando Burgueño (1). |   |   |   |   |   |   |   |   |   |   |    |   |
| HR: AST - R. Noris (2), I. Jiménez (1).                                          |   |   |   |   |   |   |   |   |   |   |    |   |

| Equipo                                                                  | 1 | 2 | 3 | 4 | 5 | 6 | 7 | 8 | 9 | C | H | E |
| ----------------------------------------------------------------------- | - | - | - | - | - | - | - | - | - | - | - | - |
| Acayucan                                                                | 0 | 0 | 0 | 0 | 2 | 0 | 0 | 0 | 0 | 2 | 7 | 0 |
| Jáltipan                                                                | 0 | 0 | 0 | 0 | 0 | 0 | 0 | 0 | 0 | 0 | 4 | 0 |
| G: Jorge Quiñones (1-0); P: Efrén Guzmán (1-1); SV: Abraham Elvira (1). |   |   |   |   |   |   |   |   |   |   |   |   |
| HR: No hubo.                                                            |   |   |   |   |   |   |   |   |   |   |   |   |

| Equipo                                                          | 1 | 2 | 3 | 4 | 5 | 6 | 7 | 8 | 9 | C  | H  | E |
| --------------------------------------------------------------- | - | - | - | - | - | - | - | - | - | -- | -- | - |
| Jáltipan                                                        | 1 | 0 | 0 | 1 | 0 | 0 | 0 | 0 | 0 | 2  | 12 | 1 |
| Acayucan                                                        | 0 | 4 | 3 | 2 | 1 | 0 | 0 | 0 | X | 10 | 15 | 1 |
| G: Ángel Araiza (1-0); P: Fernando Burgueño (0-1); SV: No hubo. |   |   |   |   |   |   |   |   |   |    |    |   |
| HR: ACA - Y. Drake (2), R. Ramírez (1).                         |   |   |   |   |   |   |   |   |   |    |    |   |

| Equipo                                                                      | 1 | 2 | 3 | 4 | 5 | 6 | 7 | 8 | 9 | C | H  | E |
| --------------------------------------------------------------------------- | - | - | - | - | - | - | - | - | - | - | -- | - |
| Xalapa                                                                      | 0 | 0 | 2 | 3 | 0 | 0 | 0 | 0 | 1 | 6 | 11 | 0 |
| Córdoba                                                                     | 0 | 0 | 0 | 3 | 2 | 1 | 1 | 0 | X | 7 | 10 | 2 |
| G: Jahir Pérez (1-0); P: Eduard Reyes (0-1); SV: José Wilfredo Ramírez (1). |   |   |   |   |   |   |   |   |   |   |    |   |
| HR: XAL - K. Lamas (1); COR - Y. Angulo (1), R. Rodríguez (1).              |   |   |   |   |   |   |   |   |   |   |    |   |

| Equipo                                                                      | 1 | 2 | 3 | 4 | 5 | 6 | 7 | 8 | 9 | C | H  | E |
| --------------------------------------------------------------------------- | - | - | - | - | - | - | - | - | - | - | -- | - |
| Xalapa                                                                      | 0 | 0 | 0 | 0 | 0 | 2 | 1 | 1 | 1 | 5 | 7  | 1 |
| Córdoba                                                                     | 0 | 1 | 0 | 1 | 1 | 1 | 0 | 0 | 0 | 4 | 11 | 3 |
| G: Jesús García (1-0); P: José Wilfredo Ramírez (0-1); SV: Alexis Lara (1). |   |   |   |   |   |   |   |   |   |   |    |   |
| HR: XAL - K. Flores (1); COR - S. Favela (1).                               |   |   |   |   |   |   |   |   |   |   |    |   |

| Equipo                                                            | 1 | 2 | 3 | 4 | 5 | 6 | 7 | 8 | 9 | C | H | E |
| ----------------------------------------------------------------- | - | - | - | - | - | - | - | - | - | - | - | - |
| Córdoba                                                           | 2 | 0 | 1 | 0 | 0 | 0 | 0 | 1 | 0 | 4 | 9 | 1 |
| Xalapa                                                            | 0 | 0 | 0 | 1 | 0 | 4 | 0 | 0 | X | 5 | 7 | 2 |
| G: René Coss (1-0); P: Gabriel Zavala (0-1); SV: Alexis Lara (2). |   |   |   |   |   |   |   |   |   |   |   |   |
| HR: COR - Y. Angulo (2); XAL - A. García (1).                     |   |   |   |   |   |   |   |   |   |   |   |   |

| Equipo                                                                             | 1 | 2 | 3 | 4 | 5 | 6 | 7 | 8 | 9 | C | H  | E |
| ---------------------------------------------------------------------------------- | - | - | - | - | - | - | - | - | - | - | -- | - |
| Córdoba                                                                            | 0 | 1 | 1 | 0 | 0 | 1 | 2 | 1 | 0 | 6 | 9  | 0 |
| Xalapa                                                                             | 0 | 0 | 0 | 0 | 3 | 0 | 2 | 0 | 0 | 5 | 10 | 2 |
| G: Juan Pablo López (1-0); P: Erick Preciado (0-1); SV: José Wilfredo Ramírez (2). |   |   |   |   |   |   |   |   |   |   |    |   |
| HR: COR - Y. Angulo (3), S. González (1); XAL - A. Espinoza (1).                   |   |   |   |   |   |   |   |   |   |   |    |   |

| Equipo                                                                | 1 | 2 | 3 | 4 | 5 | 6 | 7 | 8 | 9 | C | H  | E |
| --------------------------------------------------------------------- | - | - | - | - | - | - | - | - | - | - | -- | - |
| Xalapa                                                                | 0 | 2 | 0 | 0 | 0 | 6 | 0 | 0 | 0 | 8 | 4  | 1 |
| Córdoba                                                               | 0 | 0 | 0 | 2 | 1 | 0 | 0 | 0 | 0 | 3 | 10 | 1 |
| G: Marco Quevedo (1-0); P: Luis Enrique Rodríguez (0-1); SV: No hubo. |   |   |   |   |   |   |   |   |   |   |    |   |
| HR: No hubo.                                                          |   |   |   |   |   |   |   |   |   |   |    |   |

### Final

#### Xalapavs.Acayucan

##### Juego 1
5 de enero de 2019; Estadio "Luis Díaz Flores", Acayucan, Veracruz.
| Equipo                                                                 | 1 | 2 | 3 | 4 | 5 | 6 | 7 | 8 | 9 | C | H | E |
| ---------------------------------------------------------------------- | - | - | - | - | - | - | - | - | - | - | - | - |
| Xalapa                                                                 | 0 | 0 | 0 | 1 | 2 | 4 | 0 | 0 | 0 | 7 | 8 | 3 |
| Acayucan                                                               | 3 | 0 | 0 | 1 | 0 | 1 | 0 | 0 | 0 | 5 | 9 | 1 |
| G: Efrén Guzmán (2-1); P: Erubiel González (0-1); SV: Alexis Lara (3). |   |   |   |   |   |   |   |   |   |   |   |   |
| HR: ACA - R. Noris (3).                                                |   |   |   |   |   |   |   |   |   |   |   |   |

- Xalapa lidera la serie 1-0.[32]

##### Juego 2
6 de enero de 2019; Parque Emiliano Zapata, Oluta, Veracruz.
| Equipo                                                                      | 1 | 2 | 3 | 4 | 5 | 6 | 7 | 8 | 9 | C | H  | E |
| --------------------------------------------------------------------------- | - | - | - | - | - | - | - | - | - | - | -- | - |
| Xalapa                                                                      | 0 | 0 | 0 | 2 | 2 | 2 | 0 | 0 | 2 | 8 | 11 | 0 |
| Acayucan                                                                    | 0 | 2 | 1 | 1 | 0 | 0 | 0 | 2 | 0 | 6 | 8  | 2 |
| G: Jesús García (2-0); P: José Jiloteo Parra (0-1); SV: Alexis Lara (4).    |   |   |   |   |   |   |   |   |   |   |    |   |
| HR: XAL - Y. Angulo (4), K. Lamas (2); ACA - R. Ramírez (2), Á. Rivera (1). |   |   |   |   |   |   |   |   |   |   |    |   |

- Xalapa lidera la serie 2-0.[34]

##### Juego 3
11 de enero de 2019; Parque Deportivo Colón, Xalapa, Veracruz.
| Equipo                                                      | 1 | 2 | 3 | 4 | 5 | 6 | 7 | 8 | 9 | C  | H  | E |
| ----------------------------------------------------------- | - | - | - | - | - | - | - | - | - | -- | -- | - |
| Acayucan                                                    | 1 | 1 | 3 | 0 | 0 | 0 | 0 | 1 | 5 | 11 | 13 | 1 |
| Xalapa                                                      | 1 | 0 | 0 | 0 | 1 | 0 | 0 | 2 | 1 | 5  | 6  | 3 |
| G: Ángel Araiza (2-0); P: Eduard Reyes (0-2); SV: No hubo.  |   |   |   |   |   |   |   |   |   |    |    |   |
| HR: ACA - H. Gómez (1), E. Aldazaba (1); XAL - O. Soto (1). |   |   |   |   |   |   |   |   |   |    |    |   |

- Xalapa lidera la serie 2-1.[36]

##### Juego 4
12 y 13 de enero de 2019; Parque Deportivo Colón, Xalapa, Veracruz.
| Equipo                                                            | 1 | 2 | 3 | 4 | 5 | 6 | 7 | 8 | 9 | C | H  | E |
| ----------------------------------------------------------------- | - | - | - | - | - | - | - | - | - | - | -- | - |
| Acayucan                                                          | 0 | 0 | 0 | 0 | 1 | 0 | 0 | 0 | 0 | 1 | 5  | 0 |
| Xalapa                                                            | 4 | 1 | 1 | 0 | 2 | 0 | 0 | 0 | X | 8 | 11 | 1 |
| G: Marco Quevedo (2-0); P: Alejandro Trujillo (0-1); SV: No hubo. |   |   |   |   |   |   |   |   |   |   |    |   |
| HR: XAL - K. Delgado (1).                                         |   |   |   |   |   |   |   |   |   |   |    |   |

- Xalapa lidera la serie 3-1.[38]

##### Juego 5
14 de enero de 2019; Parque Deportivo Colón, Xalapa, Veracruz.
| Equipo                                                                     | 1 | 2 | 3 | 4 | 5 | 6 | 7 | 8 | 9 | C  | H  | E |
| -------------------------------------------------------------------------- | - | - | - | - | - | - | - | - | - | -- | -- | - |
| Acayucan                                                                   | 5 | 0 | 0 | 0 | 1 | 4 | 3 | 0 | 1 | 14 | 17 | 0 |
| Xalapa                                                                     | 0 | 1 | 0 | 0 | 2 | 1 | 0 | 0 | 0 | 4  | 6  | 3 |
| G: Ángel Araiza (3-0); P: José Piña (0-1); SV: No hubo.                    |   |   |   |   |   |   |   |   |   |    |    |   |
| HR: ACA - H. Gómez (2), E. Aldazaba (2); XAL - K. Lamas (3), S. Pérez (1). |   |   |   |   |   |   |   |   |   |    |    |   |

- Xalapa lidera la serie 3-2.[40]

##### Juego 6
19 de enero de 2019; Estadio "Luis Díaz Flores", Acayucan, Veracruz.
| Equipo                                                                     | 1 | 2 | 3 | 4 | 5 | 6 | 7 | 8 | 9 | C | H  | E |
| -------------------------------------------------------------------------- | - | - | - | - | - | - | - | - | - | - | -- | - |
| Xalapa                                                                     | 0 | 0 | 0 | 0 | 0 | 0 | 0 | 0 | 1 | 1 | 5  | 3 |
| Acayucan                                                                   | 1 | 0 | 1 | 1 | 0 | 0 | 1 | 0 | X | 4 | 11 | 0 |
| G: Jorge Quiñones (2-0); P: Daniel Lobato (0-1); SV: Mauricio Fuentes (1). |   |   |   |   |   |   |   |   |   |   |    |   |
| HR: ACA - Y. Drake (3).                                                    |   |   |   |   |   |   |   |   |   |   |    |   |

- Serie empatada a 3.[42]

##### Juego 7
20 de enero de 2019; Parque Emiliano Zapata, Oluta, Veracruz.
| Equipo                                                                   | 1 | 2 | 3 | 4 | 5 | 6 | 7 | 8 | 9 | C | H  | E |
| ------------------------------------------------------------------------ | - | - | - | - | - | - | - | - | - | - | -- | - |
| Xalapa                                                                   | 0 | 0 | 0 | 0 | 0 | 0 | 0 | 1 | 3 | 4 | 10 | 0 |
| Acayucan                                                                 | 0 | 0 | 0 | 5 | 2 | 0 | 0 | 0 | X | 7 | 10 | 1 |
| G: Salvador Valdez (1-1); P: Efrén Guzmán (2-2); SV: Abraham Elvira (2). |   |   |   |   |   |   |   |   |   |   |    |   |
| HR: XAL - Y. Angulo (5), K. Delgado (2); ACA - R. Noris (4).             |   |   |   |   |   |   |   |   |   |   |    |   |

- Acayucan gana la serie 4-3.[44]

## Líderes
A continuación se muestran los lideratos tanto individuales como colectivos de los diferentes departamentos de bateo y de pitcheo.

### Bateo
| Categoría           | Individual                                                                    | Marca | Colectivo                                 | Marca |
| ------------------- | ----------------------------------------------------------------------------- | ----- | ----------------------------------------- | ----- |
| Porcentaje          | José Luis Félix (COR)                                                         | .478  | Cafetaleros de Córdoba                    | .297  |
| Carreras Producidas | Rigoberto Armenta (ACA)                                                       | 22    | Cafetaleros de Córdoba Chileros de Xalapa | 105   |
| Home Runs           | Rigoberto Armenta (ACA)                                                       | 8     | Tobis de Acayucan                         | 17    |
| Carreras Anotadas   | Luis Fernando Medina (COR)                                                    | 21    | Tobis de Acayucan                         | 125   |
| Hits                | José Luis Félix (COR)                                                         | 32    | Cafetaleros de Córdoba                    | 198   |
| Dobles              | Ramón Ramírez (ACA) Serafín Rodríguez (XAL) Luis Fernando Medina (COR)        | 7     | Tobis de Acayucan                         | 40    |
| Triples             | Saúl Favela (COR) Yusuke Inoguchi (ACA)                                       | 2     | Cafetaleros de Córdoba                    | 8     |
| Bases Robadas       | Gabriel Gómez Topete (VER) Raúl Aexis Alanís (AST) Luis Fernando Medina (COR) | 6     | Astros de Jáltipan Tobis de Acayucan      | 12    |

### Pitcheo
| Categoría       | Individual         | Marca | Colectivo                            | Marca |
| --------------- | ------------------ | ----- | ------------------------------------ | ----- |
| Efectividad     | Iván Zavala (ACA)  | 0.00  | Tobis de Acayucan                    | 2.42  |
| Juegos Ganados  | Ángel Araiza (ACA) | 6     | Tobis de Acayucan                    | 18    |
| Ponches         | Eduard Reyes (XAL) | 32    | Tobis de Acayucan                    | 152   |
| Juegos Salvados | Alexis Lara (XAL)  | 5     | Tobis de Acayucan Chileros de Xalapa | 5     |
| WHIP            | Iván Zavala (ACA)  | 0.65  | Tobis de Acayucan                    | 1.05  |